# Pouffonds
Pouffonds foi uma comuna francesa na região administrativa da Nova Aquitânia, no departamento de Deux-Sèvres. Estendia-se por uma área de 7,15 km². Em 2010 a comuna tinha 374 habitantes (densidade: 52,3 hab./km²).
Em 1 de janeiro de 2019, passou a formar parte da nova comuna de Marcillé.